# Брюссельская улица (Киев)
Брюссельская улица (до 2022 года — улица Гончарова) (укр. Брюссельська вулиця) — улица в Шевченковском районе города Киева. Пролегает от улицы Балаклеевская до улицы Эстонская, исторически сложившаяся местность (район) Нивки.
Примыкают Нивский (Невский) переулок, улица Марка Безручко (Бабушкина).

## История
2-й Александровский переулок возник в начале 20 века.
5 июля 1955 года 2-й Александровский переулок в Октябрьском районе преобразован в улицу под названием улица Гончарова — в честь русского писателя Гончаров, Иван Александрович, согласно Решению исполнительного комитета Киевского городского совета депутатов трудящихся № 857 «Про переименование улиц города Киева» («Про перейменування вулиць м. Києва»)
25 августа 2022 года улица получила современное название — в честь города Брюссель, согласно Решению исполнительного комитета Киевского городского Совета депутатов трудящихся № 5007/5048 (« Про перейменування вулиці Гончарова у Шевченківського району»).

## Застройка
Улица пролегает в северном направлении параллельно улицам Даниила Щербаковского и Александровской.
Парная и непарная стороны улицы заняты усадебной застройкой, частично многоэтажной жилой застройкой.
Учреждения: нет